# Mattia Coletti
Mattia Coletti  (* 25. September 1984 in Sondalo) ist ein italienischer Skibergsteiger.
Mit dem Skibergsteigen fing er 1998 an und nahm im gleichen Jahr auch an seinem ersten Wettkampf teil, der Trofeo Folgore. Seit 2000 ist er Mitglied in der italienischen Nationalmannschaft Skibergsteigen.

## Erfolge (Auswahl)
- 2003: 3. Platz der Junioren bei der Europameisterschaft im Skibergsteigen
- 2006:
  - 1. Platz bei der Italienischen Meisterschaft Skibergsteigen
  - 2. Platz beim Nachwuchs-Worldcup Skibergsteigen
- 2007: 6. Platz bei der Trofeo Mezzalama (mit Pedrini und Holzknecht)